# Folgoso de la Ribera
Folgoso de la Ribera è un comune spagnolo di 1 280 abitanti situato nella comunità autonoma di Castiglia e León.